# Жемчуг
Же́мчуг, жемчу́жина — минералоид, биогенное твёрдое, округлое или неправильной формы образование, извлекаемое из раковин некоторых морских и речных моллюсков.
Образование жемчуга является защитной реакцией организма моллюска на любое инородное тело, попавшее в мантию или между мантией и раковиной. Согласно современной номенклатуре минералов, утверждённой ММА, жемчуг не относится к минералам, но при этом он содержит в своём составе минерал арагонит. Ценится как драгоценный камень и используется для производства ювелирных изделий.

## Название
Русское слово «жемчуг», так же, как бел. жэмчуг и укр. же́мчуг, же́нчуг, восходит к др.-рус. жьньчугъ / женчугъ, впервые зафиксированном в надписи на кресте Ефросиньи Полоцкой 1161 года. Древнерусское слово происходит от jenčü («жемчуг»), заимствованного из древнетюркских языков, возможно, через волжско-булгарский (древнечувашский). Отсюда же венг. gyöngy «жемчуг».
Тюркское jenčü в значении «жемчуг», в свою очередь вероятно происходит от кит. упр. 珍珠, пиньинь zhēn zhū, палл. чжэнь чжу — «настоящий жемчуг».
Возможно также заимствование из китайского через монгольский (монг. žinžüü), но пути такого заимствования в период до Монгольского нашествия на Русь неясны.
Распространённое в европейских языках обозначение жемчуга восходит к народнолатинскому *pernula (от perna «задняя часть бедра; окорок; разновидность морского двустворчатого моллюска»), которое дало итал. perla «жемчужина». Итальянское слово было заимствовано во фр. perle и нем. Perle. Из французского было заимствовано англ. pearl и русское (ныне употребляемое в переносном смысле) перл. Из немецкого были заимствованы пол. perła, чеш. perla, укр. перлина. Существует и иная версия этимологии изначального perla, которая выводит это слово из лат. pirula «маленькая груша».

## Образование жемчуга

### Моллюски
Жемчуг образуется в раковинах пресноводных и морских моллюсков. Теоретически все виды указанных моллюсков, имеющие раковину, могут продуцировать жемчуг. Однако, у представителей класса лопатоногих, панцирных и моноплакофор это явление не отмечено. При этом коммерческой ценностью обладают лишь жемчужины, покрытые слоем перламутра и их создают только двустворчатые и некоторые брюхоногие, а также один вид головоногих моллюсков.
Основным источником жемчуга являются двустворчатые моллюски. Среди пресноводных представителей последних следует отметить семейство унионид. Из них наибольшее значение имеют представители родов Margaritifera (в первую очередь европейская жемчужница) и Dahurinaia (например, даурская жемчужница и камчатская жемчужница). Кроме того, из пресноводных моллюсков жемчуг находят у различных видов перловиц, беззубок, а также в гребенчатке складчатой.
Среди дающих жемчуг морских двустворчатых моллюсков выделяются представители рода Pinctada (Pinctada maxima, Pinctada margaritifera, Pinctada vulgaris, Pinctada martensii, Pinctada radiata и др.). Также следует упомянуть гигантскую тридакну, раковины которой лишены перламутрового слоя, и в них находят молочно-белые и розовые жемчужины. В благородной пинне встречается жемчуг красноватого, тёмно-коричневого и чёрно-фиолетового цветов. Часто жемчуг образуется в мидиях (например, Perna viridis, Mytilus edulis), близких к ним модиолах (Modiolus), а также в Placuna placenta, венеридах рода Venus и гребешках рода Pecten.
В раковинах ряда брюхоногих моллюсков также образуется жемчуг. Розового цвета жемчужины овальной формы встречается в раковинах гигантского стромбуса; белые или зеленовато-синие с сильным блеском — дают представители семейства галиотисов; круглые оранжево-жёлтые — мело обыкновенная, бледно окрашенные — обыкновенный букцинум. Блестящий жемчуг образуется в таких брюхоногих, как Triplofusus giganteus, турбиниды, трохусы, Turbinella rapa и многих других.
Из представителей головоногих моллюсков жемчужины желтоватого цвета изредка попадаются в раковинах обыкновенного наутилуса (Nautilus pompilius).
- Европейская жемчужница
- Европейская жемчужница
- Морская жемчужница Pinctada margaritifera
- Мидия Mytilus edulis
- Гигантский стромбус
- Галиотис Haliotis fulgens
- Мело обыкновенная в окружении жемчужин
- Обыкновенный букцинум

### Процесс образования
Жемчужины образуются в результате реакции моллюска на раздражение при попадании инородного тела в пространство между створкой раковины и мантией или на его внедрение непосредственно внутрь мантии. Последняя представляет собой складку стенки тела, покрытую эпидермисом и образующую мантийную полость, которая сообщается с внешней средой. У двустворчатых моллюсков она имеет форму двух складок, свешивающихся со спины по бокам к брюшной стороне. Наружный слой мантии содержит большое количество железистых клеток, вырабатывающих различные слои раковины моллюска.
В норме данный слой мантии вырабатывает и перламутр, образуя тем самым одноимённый слой стенки раковины. Но при необходимости он также может обволакивать концентрическими слоями перламутра любые инородные тела, попавшие внутрь раковины, тем самым изолируя их и давая начало будущей жемчужине. Если она нарастает непосредственно на внутренней стороне створки раковины, то она обычно сращена с ней. В случае же, когда инородное тело попадает внутрь мантии, то происходит формирование свободной округлой жемчужины (см. рисунок). Таким образом, ещё одним основным условием для возникновения жемчуга является попадание эпителиальных клеток внутрь соединительной ткани мантии, которые путём клеточного деления вскоре образуют жемчужный мешочек (цисту) и, выделяя перламутр, обеспечивают в дальнейшем появление сферической жемчужины. Эпителиальные клетки могут заноситься различными путями: любыми травмирующими инородными телами, дендритом, песчинками, обломками раковин, паразитирующими организмами и т. п. Помимо этого, эпителий мантии способен сформировать жемчужину и без инородного тела; для этого требуется, чтобы скопления эпителиальных клеток по какой-либо причине (например, в результате механического повреждения извне) переместились внутрь соединительной ткани мантии. Патологические процессы в теле самого моллюска могут также приводить к попаданию эпителиальных клеток внутрь мантии.
На основании исследований, проведённых русским зоологом Владимиром Ивановичем Жадиным (1896—1974) в начале XX века на пресноводных жемчужницах Северо-запада России, было выделено три основные зоны в раковинах двустворчатых моллюсков, где возможно формирование жемчуга:
- в верхней части мантии под самой верхушечной впадиной;
- в мышце-замыкателе створок раковины;
- в утолщённом крае мантии.

## Строение
Перламутр представляет собой органически-минеральный агрегат карбоната кальция (чаще всего в форме арагонита) и конхиолина (рогового вещества). Таким образом, жемчуг одновременно состоит из минерального и органического веществ. При этом минеральные компоненты жемчуга разделяются органическими и не соприкасаются друг с другом.
Жемчуг классифицируется по месту происхождения, он может быть как морским, так и пресноводным. По способу происхождения различают природный и культивированный жемчуг (иногда в обиходе культивированный жемчуг неправильно называют «искусственным»).
Блеск и игра света на жемчуге обусловлены интерференцией света на волнистой поверхности слоёв перламутра. Обычно жемчуг имеет белый цвет, иногда кремовый или розовый; встречаются также жёлтые, зелёные, чёрные и даже голубые жемчужины. Голубые жемчужины очень редки, имеют высокую стоимость и привлекательность из-за голубого, свинцово-серого оттенка.
С начала XX века ведётся не только добыча природного жемчуга, но и его культивирование в промышленных масштабах (в первую очередь в Японии). Внутрь моллюсков помещаются бусинки из прессованных раковин, после чего моллюски возвращаются в воду. Через определённое время бусины, покрытые слоями перламутра, извлекаются из моллюсков.

## Характеристика жемчуга
Число жемчужин в одной раковине может достигать нескольких десятков. Например в черноморских мидиях количество жемчужин может превышать 100 штук. Чем больше в теле моллюска жемчужин, тем они мельче. Так в мидиях, содержащих более 100 жемчужин, примерно 60-80 % жемчуга — это мелкий жемчуг диаметром меньше 2,5 мм.
Не являясь единичным кристаллом, жемчуг не подчиняется строгому взаимодействию атомов и может принимать любую форму — от правильной сферической до чрезвычайно причудливой. Форма жемчуга во многом зависит от его местоположения в раковине.

## Ископаемый жемчуг
Ископаемый жемчуг — разновидность окаменелостей. Встречается крайне редко; во всём мире насчитывается только лишь несколько сотен ископаемых жемчужин, которые были найдены в породах различного геологического возраста (от триаса до плейстоцена). Ископаемый жемчуг бывает пресноводным и морским. Первая находка ископаемого пресноводного жемчуга была сделана в 1970 году советско-монгольской геологической экспедицией в пустыне Гоби. Он был найден совместно с раковинами двустворок и в виде отдельных мелких диаметром 2,5 мм сферических, эллипсоидальных и полусферических жемчужин, находящихся в слое перламутра. Особенностью пресноводного ископаемого жемчуга является крупное по величине ядро, составляющее около половины диаметра жемчужины. Цвет перламутрового слоя желтовато-кремовый с разными оттенками.

## Жемчуг в истории
Вероятно, жемчуг был известен людям с древности. Сохранились упоминания о жемчуге и украшениях из него в индийских Ведах и на глиняных табличках, найденных на раскопках в Персии. Первые известия о промыслах жемчуга (в Маннарском заливе) датируются II веком н. э. Древнейшим известным жемчужным украшением является ожерелье из Суз, найденное в 1901 году (сейчас хранится в Лувре). Бронзовая статуэтка Афродиты из Бостонского музея изящных искусств (по разным оценкам, созданная в 500—430 гг. до н. э., в 400—336 гг. до н. э. или в 330—146 гг. до н. э.) украшена золотыми серьгами с жемчужинами, находящимися в прекрасной сохранности.
Вплоть до позднего Средневековья жемчуг считался самой большой драгоценностью. У Плутарха сохранился рассказ о том, что прославленная царица Клеопатра владела двумя самыми большими известными тогда в мире жемчужинами, которые находились в её серьгах. Жемчуг часто встречается в женских украшениях на фаюмских портретах (Египет, I—III вв. н. э.). Наиболее старая жемчужина, чья история может быть прослежена — «Перегрина», принадлежавшая Элизабет Тейлор.

## Добыча
Добыча морского жемчуга ведётся главным образом в Красном море и Персидском заливе, а также у берегов Шри-Ланки и Японии, где его добывают ныряльщики ама. Пресноводный жемчуг добывается в Германии, России, Китае и странах Северной Америки.
Для разборки жемчуга на Руси (в России) применялась дощечка с дырочками разной величины — кружа́ло.

## Культивированный жемчуг
Процесс образования культивированного жемчуга заключается в создании искусственных условий, внедрения раздражителя, провоцирующего моллюска выделять перламутр подобно тому, как это происходит при образовании природного жемчуга. Есть несколько способов для получения культивированного жемчуга: пресноводного или морского, с пересадкой трансплантата в гонады моллюска или мантию, с использованием центрального ядра или безъядерным способом. Смертность моллюсков после пересадки трансплантата находится на уровне 10-40 %.
27 января 1896 года Кокити Микимото в Японии получил патент на полукруглый жемчуг, выращенный ядерным способом. Производство в промышленном масштабе этого жемчуга началось в XX веке. При этом методе в качестве ядра использовался перламутровый шарик, сделанный из раковины пресноводных моллюсков. Перламутровый слой над ядром называется накром.
Сейчас ядерным способом выращивается морской культивированный жемчуг.

## Имитации жемчуга
Вначале имитации жемчуга делались из стекла. В XV—XVI веках создавали «Римский жемчуг». Он представлял собой стеклянный шарик, наполненный парафином.
Также на основе рыбьей чешуи делали «жемчужную эссенцию» (химическое вещество гуанин), которая придавала перламутровый блеск. Стеклянные шарики покрываются «жемчужной эссенцией», потом спекаются в печи, и затем процесс повторяется 3-4 раза.
В 1920-е годы в США появилась имитация «shell pearl» — перламутровые ядра, покрытые лаком.
Имитацию жемчуга можно отличить по нескольким признакам. Во-первых, если это пластмасса, то будет слишком лёгкая по сравнению с жемчугом. Если это стекло, то характер поверхности очень гладкий, внутри отверстия видно матовое белёсое стекло, а под 10-кратной лупой видны пятнышки красителя.
Часто производители стараются облагораживать низкокачественный жемчуг для повышения его продаж. Для этого принято применять подкрашивание и облучение. Красят, например, ляписом (азотно-кислое серебро), от чего жемчуг со временем буреет. Хотя в настоящее время имеется множество различных красителей как естественных, так и искусственных.
К отличительным признакам при подкрашивании можно отнести пятнистую окраску (её видно под лупой). Из-за того, что пористость разных участков жемчуга разная, окраска ложится неравномерно. И ещё вокруг отверстия подкрашенной жемчужины окраска более интенсивна.
Облучение может быть сделано рентгеном, а также нейтронами и др. При облучении жемчуг приобретает чёрный цвет по всему объёму жемчужины, это характерно для пресноводного жемчуга, у которого нет ядра. Также облучённый жемчуг приобретает неестественный металлический оттенок. В морском жемчуге на облучение реагирует только ядро, поэтому частично изменяется цвет жемчужины изнутри, видно как бы тёмное ядро внутри.

## Торговля
Сегодня главными источниками высококачественного натурального жемчуга являются отмели Персидского залива у берегов Катара и Маннарский залив в Индийском океане.
| Экспортёры            | Объём продаж (доллары США) | Импортёры           | Объём продаж (доллары США) |
| --------------------- | -------------------------- | ------------------- | -------------------------- |
| Япония                | 1 006 468 432              | США                 | 1 017 816 704              |
| Китай, Гонконг, ОАЭ   | 848 891 104                | Япония              | 813 853 920                |
| Австралия             | 642 072 992                | Китай, Гонконг, ОАЭ | 700 972 320                |
| Французская Полинезия | 410 372 952                | Швейцария           | 219 762 424                |
| Швейцария             | 220 183 720                | Германия            | 178 547 520                |
| Другие страны         | 746 853 811                | Другие страны       | 743 360 108                |

## Жемчуг в ювелирном искусстве

### Оценка жемчуга
Для оценки жемчуга применяют буквенную систему классификации от А до D, а также знак «+». Цвет может быть любым: белым, розовым, голубым, фиолетовым, золотистым, жёлтым, бронзовым, серым, коричневым, красноватым, чёрным. В рамках каждого цвета имеются различные оттенки. Размер — диаметр жемчужин (от 1 мм — для пресноводного жемчуга, до 20 мм — для морского, в среднем 6-8 мм). При прочих равных характеристиках величина жемчужин определяет их конечную стоимость. Крупные жемчужины встречаются реже, поэтому стоят дороже.
| Критерий оценки         | Класс А              | Класс АА        | Класс АА+      | Класс ААА   |
| ----------------------- | -------------------- | --------------- | -------------- | ----------- |
| Толщина слоя перламутра | Средний              | Средний         | Толстый        | Толстый     |
| Блеск                   | Хороший              | Очень хороший   | Отличный       | Отличный    |
| Качество поверхности    | Дефекты до 20 %      | Дефекты до 10 % | Дефекты до 5 % | Отсутствуют |
| Форма                   | Близка к сферической | Сферическая     | Сферическая    | Сферическая |

- Цвет

Определяется визуально под лампой дневного света либо при естественном освещении. Фоновые подложки используются белого или очень светло-серого цвета. Цвет жемчужины зависит от того, в каком моллюске она выросла и от окружающей среды (температуры и солёности воды).
- Блеск

Чем сильнее блеск, тем ценнее жемчужина. Блеск определяется тем, насколько хорошо свет отражается от поверхности жемчужины. Ещё он зависит от времени года — в зимнее время слои перламутра самые тонкие и плотные, а летом — слои более толстые (рыхлые) с меньшим блеском.
- Толщина перламутрового слоя

Применяется для оценки жемчуга, выращенного ядерным способом. Толщина зависит от времени выращивания жемчуга и от здоровья моллюска, а также от температуры воды. Чтобы её определить, можно использовать метод прямого измерения (лупа со шкалой) или косвенный метод — метод бликования: ядро имеет перламутровые блики и они просвечивают через тонкий слой перламутра, а у хороших жемчужин не просвечивают.
- Форма

По форме жемчуг различен. Идеальной считается сферическая форма. Жемчуг бывает грушевидной, овальной, пуговичной формы (т. н. блистер). Может быть бесформенный, который называется «барокко». Жемчужины неправильных контуров, напоминающие по своим очертаниям человека или животных, называются «монстрами» или «парагонами».
Форма определяется визуально: жемчужину катят по наклонной поверхности, если она катится прямо, то форма сферическая, если отклоняется в сторону — не сферическая.
- Чистота поверхности

Определяется визуально: без увеличения (без лупы) смотрят, насколько видны дефекты. Дефекты обычно бывают трёх видов: углубления, подъёмы (бугорки, наплывы) и пятна конхиолина, иногда он откладывается неравномерно, пятнами с малым блеском и другим окрасом.
Чистота поверхности определяется в совокупности по всей поверхности жемчужины.
- Размер

Исходя из массы одного зерна, жемчуг подразделяется на три группы: весом до 50 миллиграммов; весом от 50 до 200 миллиграммов; весом свыше 200 миллиграммов. Чем крупнее размер, тем дороже жемчужина. Размер зависит от вида моллюска, в котором росла жемчужина.
О самой крупной натуральной жемчужине было сообщено в 2016 году — её вес 34 кг, размеры 30 × 67 см; в случае подтверждения подлинности её стоимость, по оценкам, превысит 100 млн долларов США.
- Подбор жемчуга

Этот критерий учитывается, если в изделии две и более жемчужин. Учитывается, насколько хорошо подобраны жемчужины по всем перечисленным выше факторам.

### Жемчуг в ювелирных изделиях
Жемчуг — единственный из ювелирных материалов, образующийся в теле моллюсков, и он же, возможно, один из старейших, используемых в качестве украшения, поскольку не нуждается в дополнительной обработке. На протяжении многих веков высококачественные жемчужины продавались за весьма крупные суммы денег, однако этому ценовому превосходству был положен конец с приходом на рынки в 1920-е годы культивированного жемчуга. Изобретение и внедрение успешных технологий культивирования жемчуга связывают с именем Кокити Микимото.
Искусственный жемчуг в последнее время широко используется как популярный компонент для создания бижутерии и украшений своими руками. Современные технологии позволяют создать искусственные жемчужины любых размеров, форм и цветов; при этом стоимость такого жемчуга существенно ниже натурального.

## Жемчуг в культуре
Жемчуг часто упоминается в священных текстах различных религий. В Евангелии Иисус говорит: «Ещё подобно Царство Небесное купцу, ищущему хороших жемчужин, который, найдя одну драгоценную жемчужину, пошёл и продал всё, что имел, и купил её». (Мф, 13:45-46). В Нагорной проповеди он опять упоминает его: «Не давайте святыни псам и не бросайте вашего жемчуга перед свиньями, чтобы они не попрали его своими ногами и, обратившись, не растерзали вас» (Мф. 7:6). В 21-й главе «Апокалипсиса» говорится, что 12 врат Небесного Иерусалима сделаны из 12 гигантских жемчужин. Таким образом, жемчужина является символом самого Христа, это, возможно, связано с восточными истоками почтения к жемчугу.
Жемчужины, наряду с лилиями и единорогами, являлись популярным европейским символом целомудрия. Идеальные крупные жемчужины украшали изображения Девы Марии, их совершенство соответствовало совершенству Богоматери. Палевый блеск жемчуга ассоциировался с луной; кроме того, его образование было связано с загадкой — это делало его символом женского начала. 
В искусстве изображение жемчуга является атрибутом святой Маргариты Антиохийской (чьё имя переводится с латыни как «жемчужина»). Также Клеопатра, согласно тексту античных авторов, изображается бросающей жемчужину в кубок (Пир Клеопатры). Земная Венера в качестве типичных украшений имеет ленту для волос и жемчужное украшение. Светоний описывает крайне дорогую жемчужину, подаренную Цезарем Сервилии — это одно из древнейших упоминаний отдельных жемчужин гигантского размера.
В древнекитайской мифологии существует предание о морских существах цзяожэнь (кит. упр. 鲛人), слезинки которых становятся жемчужинами. Так, Гань Бао в «Записках о поисках духов» писал: «В Южном море живет цзяожэнь. Она обитает в воде, подобно рыбе, и не оставляет ткацкого станка; когда она плачет, из её глаз капает жемчуг».
В раннехристианской книге «Физиолог» зарождение жемчуга в раковинах и способ поиска жемчуга описаны, с последующими аллегорическими толкованиями, так:
Когда умельцы ищут жемчуг, то с помощью агата находят его. Привязывают агат крепкой верёвкой и опускают его в море. И приходит агат к жемчугу, останавливается там и не движется. И сразу отмечают ныряльщики место агата и, следуя по верёвке, находят жемчуг. Послушай же, как рождается жемчуг. Есть раковина в море, называемая остроес. Она поднимается из моря в утренние часы на рассвете. И раскрывает раковина свои уста, и поглощает утреннюю росу, солнечные, лунные и звёздные лучи. И рождает жемчуг от небесных светил. Рождающая же жемчуг раковина имеет два крыла, где находится жемчуг.
Наиболее известное изображение в живописи — картина Вермеера «Девушка с жемчужной серёжкой», видимо, изображает искусственный жемчуг. Натуральные жемчужные украшения в большом количестве встречаются на аристократических портретах, подчёркивая высокий статус изображённого.
В 1863 году Жорж Бизе написал оперу в трёх актах «Искатели жемчуга» (правильнее: «Ловцы жемчуга») (фр. Les pêcheurs de perles) по либретто Эжена Кормона и Мишеля Карре.

## Жемчуг в литературе
- Вьетнамская народная сказка «Волшебный жемчуг».
- Таджикская сказка «Жемчуг слёз и розы смеха».
- Сказка казахстанского писателя Дины Ораз «Жемчужные слёзы».
- Рассказ Уильяма Сомерсета Моэма «Мистер всезнайка» («Mr. Know-All»).
- Сказка Владислава Бахревского «Жемчужина окатная» (1989).
- Повесть Джона Стейнбека «Жемчужина» (1947).